# Manuel Escobar
Manuel Escobar Bello (ur. 18 października 1984 w San Juan de Los Morros) – wenezuelski wspinacz sportowy. Specjalizował się w boulderingu, w prowadzeniu oraz we wspinaczce na czas. Wicemistrz świata z Avilés we wspinaczce na czas. Dwukrotny mistrz Ameryki z 2012; w boulderingu oraz we wspinaczce na czas.

## Kariera sportowa
W 2007 roku w hiszpańskim Avilés w konkurencji we wspinaczce na czas został wicemistrzem świata we wspinaczce sportowej, w finale przegrał z Chińczykiem Zhong Qixin.
W ekwadorskim Quito w 2010 na Mistrzostwach Ameryki zdobył dwa medale; srebrny we wspinaczce na czas, a brązowy w boulderingu. W 2012 roku w rodzinnym mieście San Juan de Los Morros na Mistrzostwach Ameryki we wspinaczce sportowej zdobył trzy medale; złoty w boulderingu i we wspinaczce na czas oraz brązowy w prowadzeniu.
Uczestnik zawodów wspinaczkowych World Games we Duisburgu w 2005, gdzie zajął 4 miejsce we wspinaczce na czas oraz zawodów w kolumbijskim Cali w 2013.
W 2008 roku wygrał prestiżowe, elitarne zawodów wspinaczkowych Rock Master we włoskim Arco, w których wielokrotnie brał udział.

## Osiągnięcia

### Mistrzostwa świata
| Konkurencje  | 2005 | 2007 | 2011 | 2012 |
| Bouldering   | 34   | 41   | —    | 55   |
| Prowadzenie  | 71   | —    | —    | —    |
| Wsp. na czas | 5    | 2    | 70   | 15   |

### World Games
| Konkurencje  | 2005 | 2013  |
| Prowadzenie  | —    | 15-16 |
| Wsp. na czas | 4    | 14    |

### Mistrzostwa Ameryki
| Konkurencje  | 2010 | 2012 |
| Bouldering   | 3    | 1    |
| Prowadzenie  | 2    | 3    |
| Wsp. na czas |      | 1    |

### Rock Master
| Konkurencje  | 2005 | 2007 | 2008 | 2009 | 2010 | 2012 |
| Wsp. na czas | 2    | 3    | 1    | 2    | 8    | 15   |